# 山田貴夫
山田 貴夫（やまだ たかお、1960年9月27日 - ）は日本の実業家。日清製粉代表取締役社長、元製粉協会会長。

## 人物・経歴
東京都出身。1983年学習院大学法学部卒業、日清製粉（現日清製粉グループ本社）入社。
2011年日清製粉取締役東京営業部長。2013年日清製粉常務取締役営業本部長。2015年日清製粉専務取締役営業本部長を歴任し、2017年日清製粉代表取締役社長に昇格。
2018年からは製粉協会会長として、日本・EU経済連携協定や環太平洋パートナーシップ協定への対応を行った。